# Saga Spazio-Temporale
La Saga Spazio-Temporale è un arco narrativo a fumetti suddiviso in due trilogie caratterizzato da una forte continuity e pubblicato su sei albi consecutivi della serie regolare di Nathan Never, pubblicata dalla Sergio Bonelli Editore nel 2007 (dal n. 194 al n. 199). Da questa storia nasce il filone narrativo della nuova serie Universo Alfa.

## Trama

### Prima trilogia
Le indagini nella New York degli anni cinquanta di John Winters - un poliziotto dotato di poteri extrasensoriali - riguardo a un pericoloso omicida, si alternano alle indagini degli agenti Alfa su un traffico di droga proveniente da Sub City, quelli che un tempo erano i livelli inferiori della città e che dopo la caduta di Urania ha perso ogni contatto con il resto della città. Sub City è divisa in due zone: una sotto l'influenza di King e l'altra sotto quella di Orange, che vogliono veder riconosciuta l'indipendenza dei loro territori. Orange e l'agenzia Alfa trovano un accordo, per il quale gli agenti Alfa devono rintracciare Bambino, un lottatore mutato dalla droga che in realtà attraverso un'anomalia elettromagnetica viaggia nel tempo ed è lo stesso assassino su cui sta indagando Winters. Gli Agenti Alfa scoprono la porta temporale ed entrano in contatto con il gruppo di Winters e insieme fermano l'assassino. Nicole Bayeux è lasciata nel passato a fare da contatto tra l'agenzia Alfa e il dipartimento di Area 51, ma un incremento improvviso dell'interferenza elettromagnetica chiude definitivamente il portale per il passato facendo riapparire il relitto di Urania, dissoltosi nel nulla dopo la Guerra con le Stazioni Orbitanti, che devasta nuovamente la città.

### Seconda trilogia
Nathan e gli altri agenti intervengono per aiutare i soccorsi in una città oramai completamente devastata. Nel frattempo dentro il relitto di Urania, si radunano folle immense di persone perché sembra vi sia una sorta di presenza in grado di fare miracoli e di guarire i malati. In un fotogramma di una delle riprese effettuate all'interno di Urania, Nathan riconosce Andy Havilland, quindi si inoltra dentro Urania per vendicarsi della morte di Hadija.

## Episodi

### Prima trilogia

#### Episodio 1 - Le strade di New York
Quest'albo è stato scritto da Stefano Vietti e disegnato da Paolo Di Clemente.
Nel 1951 John Winters, ex-poliziotto e reduce di guerra, oramai ritiratosi in campagna e dedito all'alcol, viene convocato a New York dal suo ex-capo Liam Konig per indagare su un nuovo misterioso omicida seriale, detto l'Orco. Nel futuro, Nathan Never, Nicole Bayeux, Branko e May Frayn sventano il rapimento di un bambino. I due rapitori, Skimmer e Okla, sperano di fare colpo su Orange e salire nella sua considerazione, ma durante l'irruzione uno muore e l'altro per sfuggire agli agenti prende una dose di una misteriosa droga che lo rende molto forte, in grado addirittura di competere sul piano fisico con Branko. Nicole Bayeux scopre che la strana droga, il Berserker, proviene da Sub City. Nel passato, John Winter viene portato dove sono conservati i reperti trovati sui vari luoghi del delitto dell'Orco. Winters possiede la capacità della psicometria, ossia può rivivere gli ultimi momenti delle persone legate agli oggetti che tocca. Tra le vittime, vi è un Proconsole e Winter viene a sapere da Konig che le alte sfere di Area 51 sospettano che la vittima venga dal futuro. Durante la notte, Martha, la cameriera con cui Winters avrebbe avuto appuntamento, viene barbaramente uccisa dallo stesso misterioso individuo che è andato a devastare la tomba di Dana, l'ex-moglie del poliziotto. Nel futuro, gli Agenti Alfa si accingono ad entrare a Sub City.

#### Episodio 2 - Il mistero di Sub City
L'albo è scritto da Stefano Vietti e disegnato da Paolo Di Clemente.
Orange, disturbata nel suo passatempo che è osservare lotte all'ultimo sangue nelle arene clandestine, viene avvisata da due dei suoi uomini, Ray e Emma, delle indagini sul Berserker da parte degli agenti Alfa. Si mette quindi in contatto con Adam King chiedendogli supporto logistico nel suo piano: patteggiare con l'Alfa il blocco della fuoriuscita di Berserker da Sub City in cambio di un aiuto nella ricerca di Bambino, il suo lottatore più forte completamente dipendente dalla droga, fortissimo e quindi molto pericoloso. Emma e Ray sono inviati all'Alfa Building e trovano un accordo con Darver. Nel passato Winters indaga sulla morte di Martha, il cui corpo è stato trovato vicino alle fogne dove sono state trovate tutte le altre vittime. Winters si rende conto che le modalità dell'omicidio sono diverse dal solito e assieme ai suoi uomini si inoltra nelle fognature. Nel futuro, Nathan e Nicole, assieme ad Emma e Ray si inoltrano dentro Sub City e trovano Bambino, che però si rifiuta di seguirli da Orange, uccide Ray e scappa verso il passaggio temporale. Arrivato nel passato, Bambino incontra il gruppo di Winters, uccide i suoi uomini e mentre sta per far fuori anche il poliziotto, Nicole e Nathan intervengono eliminando il gigante. Nel futuro, la scoperta dell'anomalia ha avuto immediato risalto: Elania Elmore, nuovo capo del Consiglio di Sicurezza, e Solomon Darver si recano sul luogo dell'anomalia, dove Sigmund Baginov e Link hanno già creato una base di studio. Dal passato Nicole torna nel futuro portando con sé Winters.

#### Episodio 3 - Nelle mani dell'assassino
Quest'albo è stato scritto da Stefano Vietti e disegnato da Paolo Di Clemente.
Mentre Winters visita la Città Est assieme a Nicole, che scoperti i suoi poteri decide di farlo conoscere a Kay, la figlia telepate di Branko, Elania Elmore e Solomon Darver conferiscono con Adam King e Orange che vogliono in cambio del libero accesso all'anomalia il riconoscimento da parte del Consiglio di Sicurezza della loro autorità. Dopo che Kay rivela a Winters che l'assassino di Martha non è Bambino, Darver entra tramite Winters in contatto con Carnaby, il capo di Area 51, per iniziare una proficua collaborazione tra le due agenzie. Dopo essersi accordato con Area 51, Darver e Never tornano nel futuro, mentre Nicole rimane nel passato a fare da congiunzione tra le due istituzioni. Dopo aver cenato con Konig e Winters, Nicole passa la notte con il secondo. I due amanti si risvegliano legati ad un palo: l'assassino di Martha e di Dana, l'ex-fidanzata di Winters, è proprio Konig che soffre di sdoppiamento di personalità e uccide le donne nella vita di Winters che gli impediscono, a suo dire, di usare al meglio le sue capacità. L'intervento di Nathan, che è rimasto in contatto con Nicole tramite un comunicatore, sventa i piani criminosi di Konig, che rimane ucciso. Mentre tutto sembra avviarsi alla normalità, nel cielo sopra l'agenzia riappare improvvisamente il relitto di Urania.

### Seconda trilogia

#### Episodio 1 - Quando la città muore
Quest'albo è stato scritto da Stefano Vietti e disegnato da Paolo Di Clemente.
Gli effetti della caduta di Urania sono devastanti: la città è completamente distrutta e il relitto di Urania che la divide in due parti. Nathan corre immediatamente alla ricerca di Sara, mentre Branko corre verso il mare, per salvare Kay e May che si trovano sulla loro barca. Il mutato arriva appena in tempo per salvare la sua famiglia, mentre Nathan, dopo aver trovato Sara, accompagna all'ospedale Alice, una bambina rimasta ferita alla spina dorsale. Su Melpomene, il nuovo capo del Senato, Hogan, invia immediatamente dei soccorsi sulla Terra, mentre Darver arriva appena in tempo per salvare Elania Elmore e suo figlio da una banda di disperati che vanno saccheggiando case. Dopo qualche giorno, la situazione inizia a normalizzarsi. Due sono però le conseguenze negative peggiori per gli agenti Alfa: l'Agenzia è ritenuta in parte colpevole dall'opinione pubblica della caduta di Urania, e l'anomalia spazio-temporale sembra essere sparita per sempre e Nicole sembra così essere bloccata per sempre nel passato.

#### Episodio 2 - La vita oltre la vita
Quest'albo è stato scritto da Stefano Vietti e disegnato da Giancarlo Olivares.
I Proconsoli ottengono dal Consiglio di Sicurezza il permesso di entrare dentro Urania. Sebbene all'apparenza non vi è alcun accesso da terra al relitto, una folla vi si raduna dentro, davanti all'unico distorsore rimasto tra quelli piazzati dagli agenti Alfa durante la guerra. I Proconsoli cercano di disperdere la folla e durante gli scontri conseguenti rimane ferito mortalmente un bambino. Una luce proveniente da una grotta dietro al distorsore guarisce il bambino e inoltre distrugge tutte le armi dei Proconsoli. Il giudice Morrigan, capo dei Proconsoli, cerca di entrare nella grotta da cui è uscita la luce. Mentre lui e gli altri Proconsoli rimangono sbalorditi, i fedeli alla ricerca di un miracolo si inginocchiano davanti alla luce sempre più potente. Nathan litiga con Sara, non riesce a vincere il forte senso di colpa che la caduta di Urania gli ha provocato. Vorrebbe entrare e indagare direttamente per capire come mai sia riapparsa, ma il Consiglio di Sicurezza né Darver lo permettono. Morrigan rivela Nathan Never che quando ha guardato dentro la grotta ha visto due occhi che lo hanno fanno riappacificare con i sensi di colpa provenienti dal suo passato e questi occhi chiedevano espressamente dell'agente Alfa. Due eventi innescano però la miccia che porta Nathan a disobbedire agli ordini di Darver. In un sogno Alice gli mostra che la via d'accesso ad Urania è attraverso le fogne, mentre Sigmund rileva in un fotogramma l'immagine di Andy Havilland. Nathan decide di farsi giustizia da solo. Havilland, il cui viso solitamente coperto di bende è oramai martoriato dalla malattia, continua a iniettarsi le medicine di Mister Alfa e si trova probabilmente dentro Urania per farsi curare dalla luce miracolosa.

#### Episodio 3 - La vendetta
Quest'albo è stato scritto da Stefano Vietti e disegnato da Giancarlo Olivares.
Darver concende a Nathan solo ventiquattro ore per trovare Havilland, poi invierà una squadra sulle sue tracce.
Nathan riesce ad entrare dentro Urania, unendosi ai pellegrini che si recano verso la stella luminosa. Tra di loro, incontra anche la piccola Alice e sua madre. Dentro il relitto, la bambina scompare alla ricerca di un bambino suo amico. Nathan la ritrova appena in tempo per salvare dalle grinfie di una strana creatura arrivata su Urania attraverso un portale creato da uno dei due distorsori scomparsi, che Nathan spegne appena in tempo. Frattanto Darver e la Elmore si avviano verso Sub City, cercando di ottenere un lasciapassare per accedere a Urania attraverso i sotterranei. Il nuovo capo di Sub City è Brenda, l'ex compagna di Adam King. Sia King che Orange sono morti durante la seconda caduta di Urania. I due ottengono un lasciapassare per Link e Branko in cambio di soccorsi per gli abitanti di Sub City che sono stati abbandonati a loro stessi. Nathan nel frattempo si separa dal gruppo e rintraccia Andy Havilland: dopo un breve combattimento lo mette a terra e lo uccide con la sua stessa pistola. Appare la luce in forma corporea: blocca Nathan e riporta in vita Havilland, completamente guarito. Andy scappa via e Nathan scopre che la luce altri non è che una forma di incarnazione di Luke Sanders, che ha mantenuto questa coscienza extra-corporea. Luke svela a Nathan che dopo la prima caduta di Urania è rimasto bloccato in una sorta di Limbo, e ora ritornato sulla terra, è stato in grado di dare sollievo alle sofferenze di che gli sta davanti: nel caso specifico per impedire a Nathan di vivere il resto della sua vita con un omicidio a sangue freddo sulla coscienza. Detto questo, Sanders scompare con le gemelle Ross, garantendo a Nathan che stanno recandosi verso un luogo di felicità. Link e Branko trovano Nathan, che però non vuole raccontare nulla ai suoi amici.
Nathan incontra nuovamente la piccola Alice, che non potrà più essere curata, e le promette che andrà a trovarla in clinica.
Uscito da Urania, Nathan incontra Morrigan e gli dice che la luce non era altro che un'eco di energia. Nathan ha l'impressione di essersi trovato alla fine di un lungo e doloroso esperimento e si ripromette che la farà pagare al colpevole: il riferimento è per Mister Alfa, che nelle vignette finali incontra Havilland che ora non è più schiavo delle sue medicine, ma comunque si rifiuta di ucciderlo. Mister Alfa allora, cosa che fa raramente, perde la sua tipica aria distaccata e ride a squarciagola.

## Conseguenze della saga
- Il desiderio di Nathan Never di vendicarsi di Andy Havilland rimane insoddisfatto. Più volte l'agente si ripeterà che lo rifarebbe ancora.
- Nicole Bayeux, dispersa negli anni '50, diventa capo del Dipartimento 51. Nelle sue avventure riappariranno i mutati scomparsi all'inizi del numero 96 e gli strani mostri incontrati da Nathan dentro Urania.
- La situazione politica tra stazioni orbitanti e Terra sembra rilassata
- Sub City è unificata sotto il controllo di Brenda, che continua a chiedere l'indipendenza dal mondo di superficie.